# Liga das Nações da CONCACAF B de 2024–25
A Liga das Nações da CONCACAF B de 2024–25 foi a segunda divisão da edição 2024–25 da Liga das Nações da CONCACAF, foi a quarta temporada da competição de futebol que envolve as dezesseis seleções nacionais masculinas de futebol afiliadas a CONCACAF. A Liga B serviu com classificatórias para Copa Ouro da CONCACAF de 2025, A liga B foi disputada com quatro grupos de quatro seleções cada, no entanto houve uma mudança nos mandos de campo que foram centralizados por conta da geografia da região.

## Formato
A Liga B contará com dezesseis seleções divididas em quatro grupos de quatro seleções,cada seleção jogará duas vezes contra todas as seleções de seus grupos, totalizando seis partidas por seleções,as partidas serão disputadas em local centralizado está mudança de formato aliviará alguns dos desafios de viagem que as seleções membros enfrentam devido á geografia.As terceiras seleções melhor classificadas de cada grupo sediarão as partidas de setembro, as segundas seleções melhor classificadas sediarão as partidas de outubro e as seleções melhor classificadas sediarão as partidas decisivas de novembro. Se uma seleção não puder sediar jogos, a Concacaf se reservará o direito de selecionar o local.

### Mudanças de Seleções
A seguir estão as seleções rebaixados e as promovidas na edição anterior da Liga B 2023-24 e Liga C 2023-24.
| Rebaixados para Liga das Nações da CONCACAF C de 2024–25 |
| -------------------------------------------------------- |
| - Bahamas - Barbados - Belize - São Cristóvão e Neves    |

| Promovidos da Liga das Nações da CONCACAF C de 2023–24 |
| ------------------------------------------------------ |
| - Aruba - Bonaire - Dominica - São Martinho Francês    |

### Sorteio
A Concacaf realizou o sorteio oficial em Miami,Estados Unidos às 19h no horário local no dia 6 de maio de 2024,definido os potes através do ranking da concacaf  
| Seleção              | Pts   | Pos |
| -------------------- | ----- | --- |
| Haiti                | 1.409 | 8   |
| El Salvador          | 1.230 | 12  |
| Curaçau              | 1.134 | 14  |
| República Dominicana | 933   | 20  |

| Seleção     | Pts | Pos |
| ----------- | --- | --- |
| Bermudas    | 854 | 21  |
| Porto Rico  | 849 | 22  |
| Monserrate  | 815 | 23  |
| Santa Lúcia | 798 | 24  |

| Seleção                  | Pts | Pos |
| ------------------------ | --- | --- |
| Granada                  | 774 | 26  |
| São Vicente e Granadinas | 769 | 27  |
| Antígua e Barbuda        | 768 | 28  |
| Aruba                    | 641 | 30  |

| Seleção                 | Pts | Pos |
| ----------------------- | --- | --- |
| Dominica                | 638 | 31  |
| Bonaire                 | 590 | 32  |
| São Martinho Francês    | 522 | 34  |
| São Martinho Neerlandês | 478 | 35  |

## Calendário
| Fase           | Rodada          | Datas                     |
| -------------- | --------------- | ------------------------- |
| Fase de Grupos | Primeira rodada | 5–7 de setembro de 2024   |
| Fase de Grupos | Segunda rodada  | 8–10 de setembro de 2024  |
| Fase de Grupos | Terceira rodada | 10–12 de outubro de 2024  |
| Fase de Grupos | Quarta rodada   | 13–15 de outubro de 2024  |
| Fase de Grupos | Quinta rodada   | 14–16 de novembro de 2024 |
| Fase de Grupos | Sexta rodada    | 17–19 de novembro de 2024 |

## Fase de grupos
O calendário de partidas foi confirmado pela CONCACAF em 23 de maio de 2024.

### Grupo A
| Pos | Equipe                       | Pts | J | V | E | D | GP | GC | SG | Promovido, classificação ou rebaixado                              |  | El Salvador | São Vicente e Granadinas | Bonaire | Monserrate (ilha) |
| --- | ---------------------------- | --- | - | - | - | - | -- | -- | -- | ------------------------------------------------------------------ |  | ----------- | ------------------------ | ------- | ----------------- |
| 1   | El Salvador (H)              | 15  | 6 | 5 | 0 | 1 | 12 | 6  | +6 | Promovido para Liga A, e Classificado para a Copa Ouro da CONCACAF |  | —           | 1–2                      | 2–1     | 1–0               |
| 2   | São Vicente e Granadinas (H) | 13  | 6 | 4 | 1 | 1 | 12 | 7  | +5 | Classificados para as Eliminatórias da Copa Ouro da CONCACAF       |  | 2–3         | —                        | 3–1     | 2–0               |
| 3   | Bonaire (H)                  | 4   | 6 | 1 | 1 | 4 | 4  | 8  | −4 |                                                                    |  | 0–1         | 1–1                      | —       | 0–1               |
| 4   | Monserrate                   | 3   | 6 | 1 | 0 | 5 | 3  | 10 | −7 | Rebaixado para Liga C                                              |  | 1–4         | 1–2                      | 0–1     | —                 |

| 5 de setembro de 2024 | Monserrate | 1 – 4     | El Salvador                                                       | Stadion Antonio Trenidat, Rincon (Bonaire) |
| 16:00 (UTC−4)         | Barzey 28' | Relatório | Landaverde 9' · Mauricio 63' · Benítez 68' · Santamaría 83' (pen) | Árbitro: CRC Benjamín Pineda               |

| 5 de setembro de 2024 | Bonaire   | 1 – 1     | São Vicente e Granadinas | Stadion Antonio Trenidat, Rincon (Bonaire) |
| 21:00 (UTC−4)         | Hoeve 36' | Relatório | Pierre 39'               | Árbitro: USA Jon Freemon                   |

| 8 de setembro de 2024 | São Vicente e Granadinas | 2 – 0     | Monserrate | Stadion Antonio Trenidat, Rincon (Bonaire) |
| 16:00 (UTC−4)         | Stewart 16' · Spring 88' | Relatório |            | Árbitro: USA Rubiel Vázquez                |

| 8 de setembro de 2024 | El Salvador                       | 2 – 1     | Bonaire             | Stadion Antonio Trenidat, Rincon (Bonaire) |
| 21:00 (UTC−4)         | Hoeve 45+3' (g.c.) · Mauricio 60' | Relatório | van der Sande 90+1' | Árbitro: CRC Steven Madrigal               |

| 10 de outubro de 2024 | Bonaire | 0 – 1     | Monserrate       | Complexo Desportivo Arnos Vale Kingstown (São Vicente e Granadinas) |
| 16:00 (UTC−4)         |         | Relatório | Taylor 49' (pen) | Árbitro: SKN Hakeem Harvey                                          |

| 10 de outubro de 2024 | São Vicente e Granadinas     | 2 – 3     | El Salvador                                    | Complexo Desportivo Arnos Vale Kingstown (São Vicente e Granadinas) |
| 21:00 (UTC−4)         | Brandon John 43' · Adams 63' | Relatório | Vásquez 20' · Ortiz Asencio 70' · Castillo 87' | Árbitro: JAM Oshane Nation                                          |

| 13 de outubro de 2024 | Monserrate | 0 – 1     | Bonaire     | Complexo Desportivo Arnos Vale Kingstown (São Vicente e Granadinas) |
| 15:00 (UTC−4)         |            | Relatório | Cicilia 29' | Árbitro: AIA Khamal Harding-Hodge                                   |

| 13 de outubro de 2024 | El Salvador | 1 – 2     | São Vicente e Granadinas | Complexo Desportivo Arnos Vale Kingstown (São Vicente e Granadinas) |
| 20:00 (UTC−4)         | Clavel 71'  | Relatório | Adams 39' · Spring 88'   | Árbitro: SKN Tristley Bassue                                        |

| 14 de novembro de 2024 | Monserrate  | 1 – 2     | São Vicente e Granadinas       | Estádio Cuscatlán, San Salvador (El Salvador) |
| 14:00 (UTC−6)          | Daniels 88' | Relatório | Pierre 42' · Stewart 86' (pen) | Árbitro: PAN Jorge Ivan Leira                 |

| 14 de novembro de 2024 | Bonaire | 0 – 1     | El Salvador | Estádio Cuscatlán, San Salvador (El Salvador) |
| 19:00 (UTC−6)          |         | Relatório | Vásquez 83' | Árbitro: CRC Steven Madrigal                  |

| 17 de novembro de 2024 | São Vicente e Granadinas      | 3 – 1     | Bonaire           | Estádio Cuscatlán, San Salvador (El Salvador) |
| 14:00 (UTC−6)          | Spring 19', 82' · Edwards 67' | Relatório | J.York 75' (g.c.) | Árbitro: PUR José Torres                      |

| 17 de novembro de 2024 | El Salvador | 1 – 0     | Monserrate | Estádio Cuscatlán, San Salvador (El Salvador) |
| 19:00 (UTC−6)          | Tejada 9'   | Relatório |            | Árbitro: GUA Sergio Reyna                     |

### Grupo B
| Pos | Equipe               | Pts | J | V | E | D | GP | GC | SG  | Promovido, classificação ou rebaixado                              |  | Curaçau | Santa Lúcia | Granada | São Martinho (França) |
| --- | -------------------- | --- | - | - | - | - | -- | -- | --- | ------------------------------------------------------------------ |  | ------- | ----------- | ------- | --------------------- |
| 1   | Curaçau (H)          | 13  | 6 | 4 | 1 | 1 | 15 | 3  | +12 | Promovido para Liga A, e Classificado para a Copa Ouro da CONCACAF |  | —       | 4–1         | 1–0     | 4–0                   |
| 2   | Santa Lúcia (H)      | 9   | 6 | 3 | 0 | 3 | 7  | 15 | −8  |                                                                    |  | 2–1     | —           | 0–4     | 0–4                   |
| 3   | Granada (H)          | 7   | 6 | 2 | 1 | 3 | 7  | 6  | +1  |                                                                    |  | 0–0     | 1–2         | —       | 0–3                   |
| 4   | São Martinho Francês | 6   | 6 | 2 | 0 | 4 | 8  | 13 | −5  | Rebaixado para Liga C                                              |  | 0–5     | 1–2         | 0–2     | —                     |

| 6 de setembro de 2024 | Santa Lúcia              | 2 – 1     | Curaçau    | Estádio de Atletismo Kirani James, São Jorge (Granada) |
| 17:00 (UTC−4)         | Jude-Boyd 24' · Elva 55' | Relatório | Brenet 63' | Árbitro: ATG Ken Pennyfeather                          |

| 6 de setembro de 2024 | São Martinho Francês | 0 – 2     | Granada                     | Estádio de Atletismo Kirani James, São Jorge (Granada) |
| 20:00 (UTC−4)         |                      | Relatório | Akins 5' · Charles-Cook 38' | Árbitro: CRC David Gómez                               |

| 9 de setembro de 2024 | Curaçau                                                     | 4 – 0     | São Martinho Francês | Estádio de Atletismo Kirani James, São Jorge (Granada) |
| 17:00 (UTC−4)         | J.Bacuna 10' · Kastaneer 13' · L.Bacuna 48' · Zimmerman 65' | Relatório |                      | Árbitro: DOM José Corporán                             |

| 9 de setembro de 2024 | Granada   | 1 – 2     | Santa Lúcia                           | Estádio de Atletismo Kirani James, São Jorge (Granada) |
| 20:00 (UTC−4)         | Akins 51' | Relatório | Forino-Joseph 13' · Jean Baptiste 21' | Árbitro: CRC Josué Ugalde Aguilar                      |

| 11 de outubro de 2024 | Granada | 0 – 0     | Curaçau | Campo de Críquete Darren Sammy Gros Islet (Santa Lúcia) |
| 17:00 (UTC−4)         |         | Relatório |         | Árbitro: USA Jon Freemon                                |

| 11 de outubro de 2024 | São Martinho Francês | 1 – 2     | Santa Lúcia   | Campo de Críquete Darren Sammy Gros Islet (Santa Lúcia) |
| 20:00 (UTC−4)         | Raga Rigobert 30'    | Relatório | Elva 76', 90' | Árbitro: JAM Odette Hamilton                            |

| 14 de outubro de 2024 | Curaçau      | 1 – 0     | Granada | Campo de Críquete Darren Sammy Gros Islet (Santa Lúcia) |
| 16:00 (UTC−4)         | J.Bacuna 30' | Relatório |         | Árbitro: JAM Christopher Mason                          |

| 14 de outubro de 2024 | Santa Lúcia | 0 – 4     | São Martinho Francês                                    | Campo de Críquete Darren Sammy Gros Islet (Santa Lúcia) |
| 19:00 (UTC−4)         |             | Relatório | Lebon 8' (pen), 45+2' · Barakat 26' · Bertrand Arné 62' | Árbitro: CAN Michael Venne                              |

| 15 de novembro de 2024 | Santa Lúcia | 0 – 4     | Granada                                                         | Estádio Ergilio Hato, Willemstad (Curaçau) |
| 16:00 (UTC−4)          |             | Relatório | Francis 50' · Charles-Cook 56' · T.Williams 74' · Hippolyte 86' | Árbitro: GUY Shavin Greene                 |

| 15 de novembro de 2024 | São Martinho Francês | 0 – 5     | Curaçau                                            | Estádio Ergilio Hato, Willemstad (Curaçau) |
| 19:00 (UTC−4)          |                      | Relatório | Margaritha 24', 34', 54', 80' · J.Bacuna 78' (pen) | Árbitro: NCA Félix Mojica                  |

| 18 de novembro de 2024 | Granada | 0 – 3     | São Martinho Francês         | Estádio Ergilio Hato, Willemstad (Curaçau) |
| 16:00 (UTC−4)          |         | Relatório | Denis 39' · Lebon 87', 90+3' | Árbitro: DOM José Corporán                 |

| 18 de novembro de 2024 | Curaçau                                | 4 – 1     | Santa Lúcia | Estádio Ergilio Hato, Willemstad (Curaçau) |
| 19:00 (UTC−4)          | Kastaneer 27', 30' · J.Bacuna 73', 79' | Relatório | Charles 29' | Árbitro: MEX Fernando Hernández Gómez      |

### Grupo C
| Pos | Equipe                  | Pts | J | V | E | D | GP | GC | SG  | Promovido, classificação ou rebaixado                              |  | Haiti | Porto Rico | São Martinho (Antilhas Neerlandesas) | Aruba |
| --- | ----------------------- | --- | - | - | - | - | -- | -- | --- | ------------------------------------------------------------------ |  | ----- | ---------- | ------------------------------------ | ----- |
| 1   | Haiti (H)               | 18  | 6 | 6 | 0 | 0 | 29 | 5  | +24 | Promovido para Liga A, e Classificado para a Copa Ouro da CONCACAF |  | —     | 3–0        | 6–0                                  | 5–3   |
| 2   | Porto Rico (H)          | 9   | 6 | 3 | 0 | 3 | 11 | 12 | −1  |                                                                    |  | 1–4   | —          | 2–1                                  | 5–0   |
| 3   | São Martinho Neerlandês | 9   | 6 | 3 | 0 | 3 | 7  | 18 | −11 |                                                                    |  | 0–8   | 3–2        | —                                    | 2–0   |
| 4   | Aruba (H)               | 0   | 6 | 0 | 0 | 6 | 5  | 17 | −12 | Rebaixado para Liga C                                              |  | 1–3   | 0–1        | 0–1                                  | —     |

| 6 de setembro de 2024 | São Martinho Neerlandês   | 2 – 0     | Aruba | Estádio de Atletismo de Mayagüez, Mayagüez (Porto Rico) |
| 17:00 (UTC−4)         | Lake 81' · Olivacce 90+3' | Relatório |       | Árbitro: SKN Hakeem Harvey                              |

| 6 de setembro de 2024 | Porto Rico | 1 – 4     | Haiti                                                     | Estádio de Atletismo de Mayagüez, Mayagüez (Porto Rico) |
| 20:00 (UTC−4)         | Díaz 29'   | Relatório | Jean Jacques 51' · Pierrot 60' · Louicius 76' · Nazon 83' | Árbitro: CAN Filip Dujic                                |

| 9 de setembro de 2024 | Haiti                                              | 6 – 0     | São Martinho Neerlandês | Estádio de Atletismo de Mayagüez, Mayagüez (Porto Rico) |
| 17:00 (UTC−4)         | Attys 40' · Nazon 59', 75', 82' · Cantave 77', 86' | Relatório |                         | Árbitro: CAN Carly Shaw-MacLaren                        |

| 9 de setembro de 2024 | Aruba | 0 – 1     | Porto Rico    | Estádio de Atletismo de Mayagüez, Mayagüez (Porto Rico) |
| 20:00 (UTC−4)         |       | Relatório | Antonetti 73' | Árbitro: SKN Kimbell Ward                               |

| 11 de outubro de 2024 | São Martinho Neerlandês              | 3 – 2     | Porto Rico              | Estádio Guillermo Prospero Trinidad Oranjestad (Aruba) |
| 16:00 (UTC−4)         | Amatkarijo 44', 85' (pen) · Kort 49' | Relatório | Sulia 2' · A.Díaz 90+5' | Árbitro: CRC Benjamín Pineda                           |

| 11 de outubro de 2024 | Aruba            | 1 – 3     | Haiti                              | Estádio Guillermo Prospero Trinidad Oranjestad (Aruba) |
| 19:00 (UTC−4)         | Perret Gentil 6' | Relatório | Pierrot 31' · Nazon 38' (pen), 61' | Árbitro: TRI Kwinsi William                            |

| 14 de outubro de 2024 | Porto Rico                  | 2 – 1     | São Martinho Neerlandês | Estádio Guillermo Prospero Trinidad Oranjestad (Aruba) |
| 16:00 (UTC−4)         | Díaz 45' · Rivera 83' (pen) | Relatório | Christina 54'           | Árbitro: VIN Moet Gaymes                               |

| 14 de outubro de 2024 | Haiti                                                                                  | 5 – 3     | Aruba                                   | Estádio Guillermo Prospero Trinidad Oranjestad (Aruba) |
| 20:00 (UTC−4)         | Jean Jacques 16' · Don Deedson 42' · Nazon 66' (pen) · Picault 76' · Pierrot 89' (pen) | Relatório | Ostiana 14' (pen), 20' · Kruydenhof 78' | Árbitro: CRC David Gómez                               |

| 15 de novembro de 2024 | São Martinho Neerlandês | 0 – 8     | Haiti                                                                               | Estádio de Atletismo de Mayagüez, Mayagüez (Porto Rico) |
| 17:00 (UTC−4)          |                         | Relatório | Attys 2' · Pierrot 14', 25', 52' · Lacroix 19' · Nazon 49', 58' (pen) · Prunier 67' | Árbitro: CUW Norberto Da Silva                          |

| 15 de novembro de 2024 | Porto Rico                                                                 | 5 – 1     | Aruba       | Estádio de Atletismo de Mayagüez, Mayagüez (Porto Rico) |
| 20:00 (UTC−4)          | Rivera 8' · Rey Hernández 23' · Scott Ríos 55' · Servania 62' · A.Díaz 81' | Relatório | Jiménez 22' | Árbitro: MTQ Nicolas Wassouf                            |

| 18 de novembro de 2024 | Aruba | 0 – 1     | São Martinho Neerlandês | Estádio de Atletismo de Mayagüez, Mayagüez (Porto Rico) |
| 17:00 (UTC−4)          |       | Relatório | Illidge 90+1'           | Árbitro: PAN Fernando Morón                             |

| 18 de novembro de 2024 | Haiti                                     | 3 – 0     | Porto Rico | Estádio de Atletismo de Mayagüez, Mayagüez (Porto Rico) |
| 20:00 (UTC−4)          | Attys 29' · Don Deedson 53' · Pierrot 70' | Relatório |            | Árbitro: USA Rubiel Vázquez                             |

### Grupo D
| Pos | Equipe                   | Pts | J | V | E | D | GP | GC | SG  | Promovido, classificação ou rebaixado                              |  | República Dominicana | Bermudas | Dominica | Antígua e Barbuda |
| --- | ------------------------ | --- | - | - | - | - | -- | -- | --- | ------------------------------------------------------------------ |  | -------------------- | -------- | -------- | ----------------- |
| 1   | República Dominicana (H) | 18  | 6 | 6 | 0 | 0 | 27 | 4  | +23 | Promovido para Liga A, e Classificado para a Copa Ouro da CONCACAF |  | —                    | 6–1      | 2–0      | 5–0               |
| 2   | Bermudas (H)             | 12  | 6 | 4 | 0 | 2 | 15 | 13 | +2  | Classificados para as Eliminatórias da Copa Ouro da CONCACAF       |  | 2–3                  | —        | 3–2      | 2–1               |
| 3   | Dominica                 | 4   | 6 | 1 | 1 | 4 | 6  | 18 | −12 |                                                                    |  | 1–6                  | 1–6      | —        | 2–1               |
| 4   | Antígua e Barbuda (H)    | 1   | 6 | 0 | 1 | 5 | 2  | 15 | −13 | Rebaixado para Liga C                                              |  | 0–5                  | 0–1      | 0–0      | —                 |

| 7 de setembro de 2024 | Bermudas                 | 2 – 3     | República Dominicana                    | ABFA Technical Centre, Piggotts (Antígua e Barbuda) |
| 11:00 (UTC−4)         | Crichlow 17' · Lambe 51' | Relatório | Romero 35' · Mörschel 62' · Vásquez 84' | Árbitro: SKN Sanchez Bass                           |

| 7 de setembro de 2024 | Dominica                  | 2 – 1     | Antígua e Barbuda | ABFA Technical Centre, Piggotts (Antígua e Barbuda) |
| 16:00 (UTC−4)         | Bertrand 46' · Joseph 57' | Relatório | Stevens 53'       | Árbitro: JAM Odette Hamilton                        |

| 10 de setembro de 2024 | República Dominicana     | 2 – 0     | Dominica | ABFA Technical Centre, Piggotts (Antígua e Barbuda) |
| 11:00 (UTC−4)          | Vásquez 11' · Romero 25' | Relatório |          | Árbitro: JAM Okeito Nicholson                       |

| 10 de setembro de 2024 | Antígua e Barbuda | 0 – 1     | Bermudas     | ABFA Technical Centre, Piggotts (Antígua e Barbuda) |
| 16:00 (UTC−4)          |                   | Relatório | Crichlow 56' | Árbitro: SKN Tristley Bassue                        |

| 12 de outubro de 2024 | Antígua e Barbuda | 0 – 5     | República Dominicana                                           | National Sports Centre Hamilton (Bermudas) |
| 14:30 (UTC−3)         |                   | Relatório | García 11' · Romero 13' · Vásquez 39' · Firpo 88', 90+2' (pen) | Árbitro: CRC Steven Madrigal               |

| 12 de outubro de 2024 | Dominica   | 1 – 6     | Bermudas                                                    | National Sports Centre Hamilton (Bermudas) |
| 19:30 (UTC−3)         | Joseph 61' | Relatório | Wells 9', 18', 26' (pen) · Lewis 49' · Scott 85' · Bean 90' | Árbitro: PAN Fernando Moró                 |

| 15 de outubro de 2024 | República Dominicana                                                   | 5 – 0     | Antígua e Barbuda | National Sports Centre Hamilton (Bermudas) |
| 14:30 (UTC−3)         | Lucas 14' · Mörschel 35' · Romero 45+1' (pen) · Firpo 52' · García 75' | Relatório |                   | Árbitro: GUA Cristopher Corado             |

| 15 de outubro de 2024 | Bermudas                                | 3 – 2     | Dominica                        | National Sports Centre Hamilton (Bermudas) |
| 19:30 (UTC−3)         | Bredas 37' (g.c.) · Hall 45' · Bean 68' | Relatório | T.Jules 51' · Laville 59' (pen) | Árbitro: CRC Josué Ugalde Aguilar          |

| 16 de novembro de 2024 | Bermudas                   | 2 – 1     | Antígua e Barbuda | Estádio Cibao FC, Santiago de los Caballeros, (República Dominicana) |
| 16:00 (UTC−4)          | Drew 8' (g.c.) · Lambe 48' | Relatório | Massicot 69'      | Árbitro: TRI Timothy Derry                                           |

| 16 de novembro de 2024 | Dominica   | 1 – 6     | República Dominicana                                                        | Estádio Cibao FC, Santiago de los Caballeros, (República Dominicana) |
| 19:00 (UTC−4)          | Joseph 30' | Relatório | Romero 13', 65' · Mörschel 37', 49' · Núñez Mata 68' · Paniagua 90+5' (pen) | Árbitro: HON Nelson Salgado                                          |

| 19 de novembro de 2024 | Antígua e Barbuda | 0 – 0     | Dominica | Estádio Cibao FC, Santiago de los Caballeros, (República Dominicana) |
| 16:00 (UTC−4)          |                   | Relatório |          | Árbitro: TRI Timothy Derry                                           |

| 19 de novembro de 2024 | República Dominicana                                          | 6 – 1     | Bermudas               | Estádio Cibao FC, Santiago de los Caballeros, (República Dominicana) |
| 19:00 (UTC−4)          | Romero 33', 69', 90', 90+4' · Carlos López 75' · Mörschel 87' | Relatório | Parfitt-Williams 45+2' | Árbitro: SLV José García Meléndez                                    |

### Classificação dos Segundos Colocados
| Pos | Equipe                   | Pts | J | V | E | D | GP | GC | SG | Classificado                                                 |
| --- | ------------------------ | --- | - | - | - | - | -- | -- | -- | ------------------------------------------------------------ |
| 1   | São Vicente e Granadinas | 13  | 6 | 4 | 1 | 1 | 12 | 7  | +5 | Classificados para as Eliminatórias da Copa Ouro da CONCACAF |
| 2   | Bermudas                 | 12  | 6 | 4 | 0 | 2 | 15 | 13 | +2 | Classificados para as Eliminatórias da Copa Ouro da CONCACAF |
| 3   | Porto Rico               | 9   | 6 | 3 | 0 | 3 | 11 | 12 | −1 |                                                              |
| 4   | Santa Lúcia              | 9   | 6 | 3 | 0 | 3 | 7  | 15 | −8 |                                                              |

## Estatísticas

### Artilharia
10 gols (1)
- DOM 
 Dorny Romero

9 gols (1)
- HAI 
 Duckens Nazon

7 gols (1)
- HAI 
 Frantzdy Pierrot

5 gols (2)
- DOM 
 Heinz Mörschel
- CUW 
 Juninho Bacuna

4 gols (3)
- VIN 
 Diel Reon Spring
- CUW 
 Jearl Margaritha
- SMN 
 Keelan Lebon

3 gols (8)
- LCA 
 Caniggia Elva
- HAI 
 Christopher Attys
- CUW 
 Gervane Kastaneer
- DOM 
 Júnior Firpo
- HAI 
 Louicius Don Deedson
- BER 
 Nahki Wells
- DOM 
 Ronaldo Vásquez
- DMA 
 Travist Joseph

2 gols (18)
- PUR 
 Alec Díaz
- DOM 
 César García
- SXM 
 Chovanie Amatkarijo
- VIN 
 Cornelius Stewart
- HAI 
 Danley Jean Jacques
- SLV 
 Emerson Saúl Mauricio Aquino
- PUR 
 Gerald Díaz
- BER 
 Jai Bean
- BER 
 Kane Crichlow
- GRN 
 Lucas Akins
- HAI 
 Mikaël Cantave
- GRN 
 Regan Charles-Cook
- BER 
 Reggie Lambe
- PUR 
 Ricardo Rivera
- ARU 
 Rovien Ostiana
- VIN 
 Shakeem Adams
- VIN 
 Steven Pierre
- SLV 
 Styven Vásquez

1 gol (58)
- LCA 
 Arkell Jude-Boyd
- DMA 
 Audel Laville
- SMN 
 Axel Raga Rigobert
- BON 
 Ayrton Cicilia
- MSR 
 Brandon James Barzey
- SLV 
 Bryan Landaverde
- DMA 
 Chad Bertrand
- LCA 
 Chris Forino-Joseph
- PUR 
 Darren Scott Ríos
- ATG 
 Daryl Massicot
- BER 
 Djair Parfitt-Williams
- LCA 
 Donavan Jean Baptiste
- MSR 
 Donervon Daniels
- DOM 
 Erick Odali Paniagua
- VIN 
 Evan Brandon John
- HAI 
 Fabrice Picault
- SLV 
 Francis Castillo
- SXM 
 Gerwin Lake
- SXM 
 Imar Kort
- PUR 
 Jaden Servania
- ATG 
 Javorn Stevens
- ARU 
 Javier Jiménez
- ARU 
 Jayden Kruydenhof
- DOM 
 Jean Carlos López
- GRN 
 Jermaine Francis
- BON 
 Jort van der Sande
- SLV 
 José Ortiz Asencio
- CUW 
 Joshua Brenet
- CUW 
 Joshua Zimmerman
- SLV 
 Kevin Santamaría
- BER 
 Knory Scott
- BER 
 Kole Hall
- VIN 
 Kyle Edwards
- CUW 
 Leandro Bacuna
- PUR 
 Leandro Antonetti
- DOM 
 Luiyi de Lucas
- MSR 
 Lyle Taylor
- HAI 
 Markhus Lacroix
- HAI 
 Mondy Prunier
- GRN 
 Myles Hippolyte
- PUR 
 Noeh Rey Hernández
- SMN 
 Pierre-Bertrand Arné
- BON 
 Quincy Hoeve
- SXM 
 Quintón Christina
- DOM 
 Rafael Leonardo Núñez Mata
- SLV 
Rafael Tejada
- SMN 
 Rahim Denis
- PUR 
 Rodolfo Sulia
- SXM 
 Ronan Olivacce
- SLV 
 Rudy Clavel
- LCA 
 Ryan Charles
- SMN 
 Sacha Barakat
- SLV 
 Tereso Alexi Benítez
- GRN 
 Trevon Williams
- DMA 
 Troy Jules
- ARU 
 Tyron Perret Gentil
- SXM 
 T-Shawn Illidge
- BER 
 Zeiko Lewis

### Gol contra
Gols contra (3)
- VIN 
 Jamal Yorke (Contra Bonaire)
- DMA 
 Marcus Bredas (Contra Bermudas)
- BON 
 Quincy Hoeve (Contra El Salvador)
- ATG 
 Zafique Drew (Contra Bermudas)